# Розламана земля

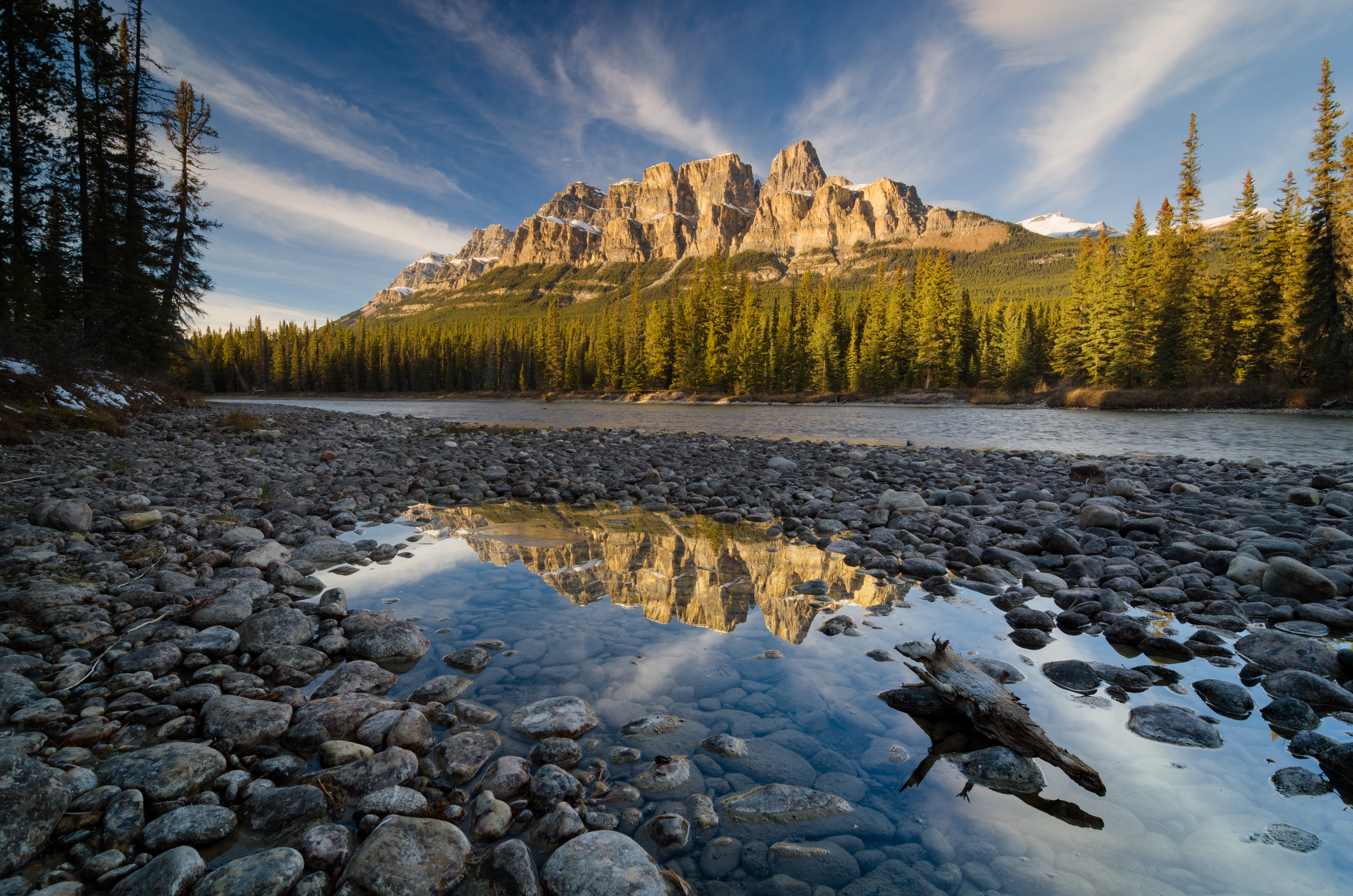
Магічна система в трилогії заснована на тектонічних рухах планети. Люди, що володіють надзвичайно сильною силою, можуть буквально зрушити гори. На фото зображена Замкова гора, розташована в Альберті (Канада).

Трилогія «Розламана земля» (англ. The Broken Earth) — серія з трьох американських фантастичних романів Нори К. Джемісін. Усі вони отримали нагороду Hugo Awards, а також були неодноразово нагороджені та номіновані на інші нагороди. В Україні трилогію видало видаництво Навчальна книга Богдан у перекладі Романа Гардашука та Ольги Макарової.

## Книги серії
| Номер у серії | Українська назва                  | Оригінальна назва | Оригінальний номер ISBN | Український номер ISBN | Оригінальна дата випуску |
| ------------- | --------------------------------- | ----------------- | ----------------------- | ---------------------- | ------------------------ |
| 1             | Розламана земля. П'ятий сезон     | The Fifth Season  | ISBN 0316229296         | ISBN 978-966-10-8015-6 | 4 серпня 2015 року       |
| 2             | Розламана земля. Ворота обелісків | The Obelisk Gate  | ISBN 0356508366         | ISBN 978-966-10-8014-9 | 16 серпня 2016 року      |
| 3             | Розламана земля. Кам'яне небо     | The Stone Sky     | ISBN 0356508684         | ISBN 978-966-10-8015-6 | 15 серпня 2017 року      |

Оповідання «Розламана земля» було опубліковано в Clarkesworld Magazine у липні 2014 року, дія якого розгортається в тому ж світі, що й книги трилогії.

## Представлений світ

### Скельні масиви
Орогени — це люди, які мають здатність контролювати енергію: землю і температуру. Вони можуть викликати або запобігати землетрусам, а також контролюють викиди газів. Вони також здатні відчувати (бачити) їх. Коли вони розлючені, вони можуть безпосередньо вбити людину, перебравши температуру її тіла, тим самим спричинивши землетрус. У цьому випадку навколо них виникає крижане коло, здатне миттєво заморозити все живе, що знаходиться в ньому. Незважаючи на те, що вони забезпечують можливість контролювати рух тектонічних плит, що робить їх надзвичайно корисними для суспільства, загалом до них ставляться дуже погано. Люди їх бояться: у маленьких містах вбивства часто відбуваються після виявлення здібностей дитини, тим більше, що зазвичай вони проявляються під впливом сильних емоцій.
Цією групою керують Охоронці: каста, завданням якої є охорона скельних утворень і захист людей від них. Вони не вагаючись застосовують силу або навіть вбивають непокірну скельну масу. Вони часто є нащадками орогенів без будь-яких надзвичайних здібностей.

#### Точка опори
У світі Джемісіна гончарам доводиться приховувати свої здібності від суспільства, якщо вони не хочуть, щоб їх вигнали з нього. Єдиний виняток — ті, хто потрапляє до Точки опори. Якщо дитину не вбивають батьки або суспільство, коли дізнаються про її здібності, її забирає Опікун, який забирає її до Точки опори в місті Юменес. Це своєрідна школа для горян, але водночас і в'язниця, з якої вони не можуть вийти, постійно живучи під захистом охоронців. Ті, хто проходить початковий вишкіл, стають імператорськими гірськими воїнами. Відтоді їх відправляють у різні місця на континенті, щоб запечатувати вулкани і допомагати готуватися до наступного п'ятого сезону.
Якщо ороген не може контролювати свою силу, його вбивають. Рівень його підготовки визначається кількістю призначених йому кілець, максимальна кількість яких може становити десять. Тих, хто пройшов навчання у Фалкрумі, можна впізнати за чорними одностроями.
Створюючи це місце, автор надихався історичними школами, в яких небілих дітей примушували до акультурації, як правило, дуже болісним і кривавим способом, іноді навіть призводячи до смерті. Джемісін, однак, зосереджувався насамперед на тому, як гноблення впливає на людей, оскільки, хоча сам Фалкрум керується скельними утвореннями, він не ставиться до своїх студентів належним чином.

### Каменеїди
Раса, яка існує у всесвіті Розламаної Землі. Дуже загадкові істоти, схожі на рухомі камені. Вони можуть пересуватися між камінням і харчуватися ними. Зазвичай вони тримаються подалі від людей, але в своїй мудрості вони точно перевершують їх. Вони є варіаціями автора на тему міфологічних істот, відомих на Землі.

### П'ятий сезон
У світі Розбитої Землі протягом п'ятого сезону регулярно відбуваються катастрофи. Вони викликані різними факторами. Часто це виверження вулканів і різноманітні викиди газів, які спричиняють тривалий негативний вплив на екосистему певної території. Це часто призводить до голоду і масового вимирання людей. Однак вони, колись глобальне суспільство, винайшли систему протидії їм, яку назвали п'ятим сезоном. У цій системі, коли помічається велика катастрофа (наприклад, сонце не з'являлося протягом трьох місяців, настає голод тощо), закон змінюється, за яким люди залишаються групами, у невеликих громадах, які зменшують чисельність населення та поділяють жителів на членів більш-менш корисних каст. Назва п'ята пора відноситься як до катастроф, що відбуваються, так і до культурного явища, яке відбувається під час них.